# 南苑航空学校

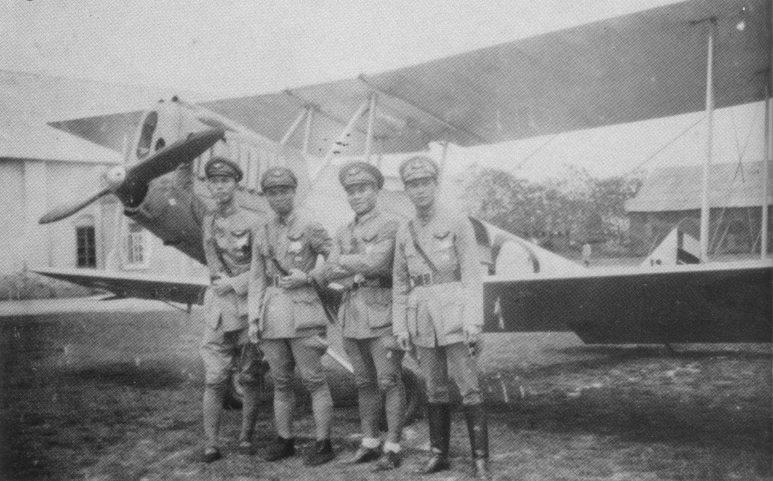
航校教官与一架艾佛罗教练机

南苑航空学校是北京國民政府军政参谋本部在北京南苑创立的軍校，也是中國第一間以培育航空人材為導向的教育機構。

## 历史
在中華民國未成立前，在攝政王載灃的運作下，清朝政府決定在禁衛軍中設立航空隊，組建空中戰力。並採用官費留學的方式派遣秦國鏞、鮑丙辰、姚錫九、潘世忠4人到法國學習飛行，在英國留學的厉汝燕則是在自己努力下獲得了飛行員資格。其中秦國鏞在宣統三年（1911）4月6日在北京南苑進行首次飛行展演，為清朝軍隊中第一名飛行員，新軍原定在當年秋操時以禁衛軍航空隊的身分進行協同訓練，但是因武昌起義之故，計畫取消。
1912年，中华民国临时大总统袁世凯聘请法国驻华公使馆武官白里索·戴斯梅萊为总统府军事顾问。

民國二年（1913）春，白里索袁世凱要重視飛機與潛水艇在軍事作戰中的潛力，並提议开办一所航空学校，为袁世凯所采纳。之后，北洋政府撥款27万银元从法国购进了12架高德隆G.4双翼飛機，后又拨款6万银元将陸軍第三鎮管理的南苑五里店練兵場改建為機場，並從此款項建設飛機維修廠、停機棚与宿舍等硬體設施。同年9月，南苑航空学校正式开学，由從法國完成飛行教育的飛行員秦國鏞任首任校长，佟济煦任副校长，王鄂任教育长，厉汝燕任飞行主任教官，飛行教官兼維修廠廠長潘世忠，同時雇用法國飛行教官與維修技師。课程有学科与术科两大类。学员大都是陆军学堂毕业生，第一期学制为一年，后改为两年，设有初级班与高级班。航校同時設有飛行大隊，大隊長由校長秦國鏞兼任。
民國三年（1914）12月，南苑航校第一期生畢業，人數共41人，為第一批由中華民國軍隊體系所培育之飛官。
民國六年（1917）3月，第二期生畢業，人數41人。
民國七年（1918）10月，校長秦國鏞辭職，由厲汝燕繼任校長
1919年，在段祺瑞所擬定的「航空計劃」指導下，南苑航校脱离参谋本部，隶属于中華民國國務院新成立的國務院航空事务处，并改称南苑航空教練所，厲汝燕續任所長。段祺瑞最大的改制是接受他的英國軍事顧問富爾頓·霍爾特建議，將當時使用的法國機全面換裝英國製飛機。1920年，南苑航校換用英国艾佛罗（Avro）504式教练机与维克斯公司小维梅式教练机（Vickers VIM）进行训练。
由於段祺瑞失勢，曹錕與張作霖入主北京政府，很大程度影響了南苑航校的發展。張作霖與曹錕皆想扶持自有空軍，所以張作霖攏絡姚錫九，由他負責將大部分甫購得的英國飛機與零件材料運往東北成立東北空軍。曹錕為了與其對抗，另成立了保定航空學校，軍閥瓜分南苑航校的結果造成了辦學成效的弱化。
1919年至1923年间，教练所先后有过五任所长，分别为王鄂、厉汝燕、鲍丙辰、沈觐宸、周家澍；同时有过三位教育长，分别为姚锡九、王季子、蒋逵。
1923年，学校又更名为國立北京南苑航空學校，隶属于由航空事务处扩组而成的航空署。
民國十二年（1923）4月，第三期生畢業，人數40人。
1923年至1928间，学校共有过三位校长，分别为赵云鹏、金世中（两次任期）、曹宝清；及两名教育长，蒋逵与金巨堂。
民國十四年（1925）11月，第四期生畢業，人數36人。
民國十七年（1928），因張學良決定東北易幟，東北軍有自辦的東三省航空學校，南京國民政府也有自辦的廣東航空學校，南苑航校在失去奧援的情況下遭到國民政府廢校。南苑航校從成立至廢止創立約15年，培养了四期共158名飞行学员。加上8位未畢業即獲聘的學員，總共培育了167位飛行員。